# Alhaji Aliu Mahama
Alhaji Aliu Mahama (Yendi, 3 de marzo de 1946 - Acra, 16 de noviembre de 2012) fue un político de Ghana, Vicepresidente desde el 7 de enero de 2001 hasta el 7 de enero de 2009 cuando fue sustituido por John Dramani Mahama.
Mahama intentó convertirse en el candidato presidencial del Nuevo Partido Patriótico para las elecciones de 2008. Sin embargo, en el congreso del partido de diciembre de 2007 sólo recibió el apoyo del 6,38% de los delegados, unos 146 votos. Tras la derrota anunció que no esperaba unos resultados tan mediocres y que dejaría la política.
| Predecesor: John Evans Atta Mills | Vicepresidente de Ghana 2001 - 2009 | Sucesor: John Dramani Mahama |